# Pretoria (Schiff, 1936)
Die Pretoria der Deutschen Ost-Afrika-Linie (DOAL) war das größte Schiff der 1890 für den Reichspostdampferdienst nach Deutsch-Ostafrika gegründeten Reederei. Ihr Schwesterschiff Windhuk ging an die Schwestergesellschaft Woermann-Linie (WL). Beide Schiffe waren von 1937 bis 1939 die Spitzenschiffe des Deutschen Afrikadienstes.
Die Pretoria befand sich 1939 bei Kriegsausbruch in Deutschland. Sie wurde ab Ende November 1939 von der Kriegsmarine als Wohnschiff für U-Boot-Besatzungen genutzt und lag ab Dezember 1940 in Pillau. Ab Februar 1945 wurde sie als Lazarettschiff und zur Evakuierung der deutschen Ostgebiete genutzt.
1945 in Kopenhagen als britische Kriegsbeute beschlagnahmt, wurde sie unter den Namen Empire Doon, dann Empire Orwell als Truppentransporter genutzt. Ab 1959 wurde sie dann als Pilgerschiff Gunung Djati zwischen Indonesien und Saudi-Arabien eingesetzt. 1980 erwarb die indonesische Marine das Schiff und nutzte es anfangs als Truppentransporter Tanjung (auch Kri Tanjung Pandan), dann als Wohnschiff. 1987 wurde die ehemalige Pretoria verschrottet.

## Geschichte des Schiffes
Im Juni 1935 bestellten die beiden nach der staatlichen Neuordnung verbliebenen Deutschen Afrikareedereien (DOAL und WL) zwei 16.500 BRT große 18-Knoten-Dampfer bei Blohm & Voss. Das Deutsche Reich hatte großes Interesse am Einsatz der 500 Passagiere fassenden Schiffe, die ein internationales Publikum anziehen und so Devisen gewinnen sollten, eine Idee, die die staatlichen Aufsichtsorgane schon bei der Förderung der Ostasien-Schnelldampfer (Potsdam, Scharnhorst und Gneisenau) verfolgt hatten.
Der erste Neubau wurde nach der südafrikanischen Hauptstadt Pretoria benannt und der Deutschen Ost-Afrika-Linie zugeteilt. Das Schiff mit der Baunummer 506 lief am 16. Juli 1936 einen Monat vor seinem Schwesterschiff vom Stapel und wurde am 12. Dezember 1936 abgeliefert. Die 175,7 m lange Pretoria hatte zwei Getriebeturbinensätze mit einer Gesamtleistung von 14200 PS (10400 kW), deren Dampf in zwei ölgefeuerten Hochdruck-Kesseln der Bauart Benson erzeugt wurde. Die Dienstgeschwindigkeit des Neubaus betrug 18 kn (33 km/h). Für die Unterbringung der Passagiere gab es 152 Plätze in der I. Klasse und bis zu 338 in der Touristenklasse. Die beiden fast gleichzeitig gebauten Schwesterschiffe waren weitgehend gleich.
Am 19. Dezember 1936 trat die Pretoria ihre Jungfernfahrt nach Südafrika an. Die Neubauten wurden auf der Hauptlinie nach Südafrika eingesetzt, die sie 17 Tagen von Hamburg über Rotterdam und Southampton nach Las Palmas und weiter über Walvis Bay und Lüderitzbucht nach Kapstadt bewältigten und dabei vier Tage schneller waren als die bisher eingesetzten Schiffe. Die Schiffe liefen dann noch weiter über Port Elizabeth, East London und Durban bis nach Lourenco Marques, das nach 26 Tagen erreicht wurde. Auf der nach zwei Liegetagen begonnenen Rückfahrt führte die Fahrt ab Kapstadt direkt nach Europa.
Die Pretoria sollte über Southampton, Lissabon und Casablanca nach Kapstadt und dann weiter bis Lourenço Marques laufen. Als sie mit 470 Passagieren und 300 Mann Besatzung Southampton am 24. Dezember verließ, lief sie noch im Solent auf eine Sandbank. Fünf zur Hilfe eilende Schlepper konnten sie nicht wieder freischleppen. Erst nachdem sie 900 Tonnen Wasser über Bord und 400 Tonnen Treiböl an einen Tanker abgegeben hatte, gelang es sieben Schleppern am 26. Dezember, die Pretoria wieder freizuschleppen. Sie lief zu einer Inspektion zurück nach Southampton und setzte am folgenden Tag ihre Reise fort. Außer dem Verlust des Steuerbordankers hatte sie keine Schäden erlitten. Sie verzichtete auf das Anlaufen von Lissabon und Casablanca, um ihre Fahrgäste zur geplanten Zeit nach Kapstadt zu bringen.
Schon am 20. Mai 1937 war die Pretoria erneut in einen Unfall verwickelt, als sie in der Nordsee bei Nebel mit dem britischen Tanker Hekla zusammenstieß, der schwer beschädigt wurde und einen Teil seiner Ladung verlor. Die Pretoria verblieb bei der Hekla, bis aus Bremen Schlepper eintrafen, die den britischen Tanker in Sicherheit brachten.
Da bei der Ausreise in der Regel neun Ladetage in Hamburg, Rotterdam und Antwerpen benötigt wurden, wurde für die Lösch- und Ladevorgänge eine achttägige Vorreise zu den beiden Beneluxhäfen eingeführt, die als „Hansafahrten“ auch ein Angebot an deutsche Touristen enthielt: den Gästen wurden Ausflüge nach Delft, Den Haag, Scheveningen und Amsterdam bzw. Mechelen, Löwen, Tervuren, Brüssel und Gent sowie Besichtigungen der Schlachtfelder von Ypern und sogar ein dreitägiger Ausflug nach Paris angeboten. Nach der Rückkehr nach Hamburg fuhren dann die Schiffe nach Südafrika ab.

### Kriegseinsatz
Die Pretoria war 1939 bei Kriegsausbruch in Deutschland, während die Windhuk sich in Angola befand. Ab Ende November 1939 wurde die Pretoria von der Kriegsmarine als Wohnschiff für U-Boot-Besatzungen genutzt; sie lag anfangs in Kiel, dann in Neustadt/Holstein und schließlich ab Dezember 1940 in Pillau.
Ab 25. Januar 1945 wurde sie mit anderen Wohnschiffen der 1. U-Lehrdivision zur Evakuierung ostpreußischer Flüchtlinge aus Pillau herangezogen und verließ im ersten Evakuierungs-Geleitzug mit der Robert Ley, der Ubena und anderen Schiffen den Hafen. Diese erste Fahrt des Unternehmens „Hannibal“ diente allerdings vorrangig zur Überführung militärischen Personals, und die zusätzlichen Flüchtlinge an Bord wurden größtenteils aus dem Kessel nur bis nach Danzig oder Gotenhafen überführt, nur wenige gelangten weiter in die westlicheren Ostseehäfen. Die Pretoria hatte vor der Abreise vom Kreuzer Emden die aus dem der Tannenberg-Denkmal überführten Särge von Hindenburg und dessen Frau an Bord genommen und brachte diese nach Stettin. Sie wurde anschließend zum Lazarettschiff für 2.700 Verwundete umgerüstet und auch entsprechend gekennzeichnet und am 22. Februar 1945 in Dienst gestellt.
Die Pretoria wurde dann zur Evakuierung Verwundeter aus den deutschen Ostgebieten genutzt. Bis kurz vor dem Kriegsende nahm sie fast ausschließlich Militärpersonen an Bord. Auf ihren acht Fahrten über die Ostsee soll das Schiff über 35.000 Personen in den Westen transportiert haben. Im April 1945 führte sie dabei zwei Abtransporte von Hela unter Beschuss durch. Die Fahrten führten nach Kopenhagen, wo das Schiff bei der Kapitulation von den Briten beschlagnahmt wurde.

### Unter britischer Flagge
Die Pretoria lag nach dem Krieg noch eine Weile als Lazarettschiff in Hamburg, ehe sie nach Newcastle zum Umbau in einen Truppentransporter überführt wurde. Sie wurde in Empire Doon umbenannt und von der Orient Steam Navigation Company bereedert. 1946 erlitt sie im Mittelmeer einen schweren Kesselschaden und wurde vom Marineschlepper Bustler von Port Said nach Falmouth geschleppt. Sie lag dann vor Southend on Sea auf. Im Mai 1947 wurde die Empire Doon nach Southampton verlegt und bei John Thorneycroft & Co mit einer neuen Antriebsanlage versehen; gleichzeitig wurde die Einrichtung für einen Truppentransporter verbessert. Die Turbinenanlage wurde verändert und die deutschen Benson-Kessel wurden durch Foster Wheeler-Kessel ersetzt, was die Höchstleistung auf 10.000 PS (7400 kW) und die Höchstgeschwindigkeit auf 16 kn (30 km/h) herabsetzte. Das Schiff bot jetzt Platz für 1491 Soldaten in drei Klassen. Nach Schwierigkeiten mit der veränderten Maschinenanlage kam das Schiff im Januar 1950 wieder in Dienst und wurde in Empire Orwell umbenannt. Die erste Reise nach dem Umbau begann am 17. Januar nach Tobruk und Port Said. Während der Suez-Krise 1956 brachte das Schiff Truppen nach Zypern und war dann an der Evakuierung der alliierten Truppen aus der Sueskanalzone beteiligt. In ihrem letzten Dienstjahr als Truppentransporter erlitt die Empire Orwell schwere Sturmschäden auf dem Nordatlantik und musste von einem Bergungsschlepper nach Lissabon eingebracht werden. Auch transportierte das Schiff britische Truppen aus dem Fernen Osten zurück in die Heimat. Zum Ende des Jahres wurde das Schiff an eine pakistanische Gesellschaft verchartert und transportierte muslimische Pilger nach Saudi-Arabien.
Im November 1958 kaufte die Reederei Alfred Holt & Co das Schiff und ließ es bei Barclay Curle & Co Ltd in Glasgow zu einem Pilgerschiff von 17.891 BRT umbauen, das 106 Passagiere I. Klasse und 2.000 einfache Pilger transportieren konnte. Auf dem Schiff wurde eine Moschee eingebaut, die auch einen Richtungsweiser nach Mekka hatte. Die ehemalige Pretoria  erhielt den Namen Gunung Djati nach einem Heiligen aus Java. Bereedert wurde das nun mit 17.851 BRT vermessene Schiff von der Ocean Steam Ship Co in Liverpool. Am 7. März 1959 lief die Gunung Djati von Großbritannien nach Djakarta, um von dort ihren Dienst aufzunehmen.

### Dienst unter indonesischer Flagge
1962 wurde das Schiff an die indonesische Regierung verkauft, ohne dass sich das Einsatzgebiet änderte. Trotz mehrfacher Besitzerwechsel blieb das Schiff als Gunung Djati weiter im Einsatz zwischen Indonesien und Dschidda. Von April bis Oktober 1973 erfolgte eine Grundinstandsetzung des Schiffes in Hongkong, bei der die Getriebeturbinen und die Kesselanlage durch MAN-Dieselmotoren von 12.000 PS (8800 kW) ersetzt wurden.
1979 wurde das Schiff von der indonesischen Marine angekauft und in Tanjung Padan umbenannt. Es konnte als Truppentransporter eingesetzt werden, verblieb aber als Wohnschiff im Stützpunkt Tanjung Priok.
1987 wurde die ehemalige Pretoria in Taiwan verschrottet.